# Moderna
Moderna, Inc. és una companyia de biotecnologia nord-americana. La societat, que té la seu a Cambridge, a l'estat de Massachusetts, va ser creada el 2010 amb el nom ModeRNA, a partir de la recerca efectuada pel biòleg canadenc Derrick Rossi sobre l'ARN. Desenvolupa la seva recerca sobre l'ARN missatger, per tal de poder elaborar medicaments i vacunes.
La plataforma tecnològica de Moderna insereix ARN missatger amb nucleòsids modificats (ARNmod) a les cèl·lules humanes. Aquest ARNmod reprograma les cèl·lules per provocar respostes immunitàries. És una tècnica nova, prèviament abandonada a causa dels efectes secundaris de la inserció d'ARNm a les cèl·lules. El novembre de 2020, el candidat a vacuna contra la COVID-19, mRNA-1273, havia demostrat proves preliminars d'un 94% d'eficàcia en la prevenció de la COVID-19 en un assaig de fase III, amb efectes secundaris només similars a la grip. Això va conduir a la seva presentació per a l'autorització d'ús d'emergència (AUE) a Europa, als Estats Units i al Canadà. El 18 de desembre de 2020, mRNA-1273 va ser admesa per AUE als Estats Units. Es va autoritzar el seu ús al Canadà el 23 de desembre de 2020.